# Georg Gaugusch

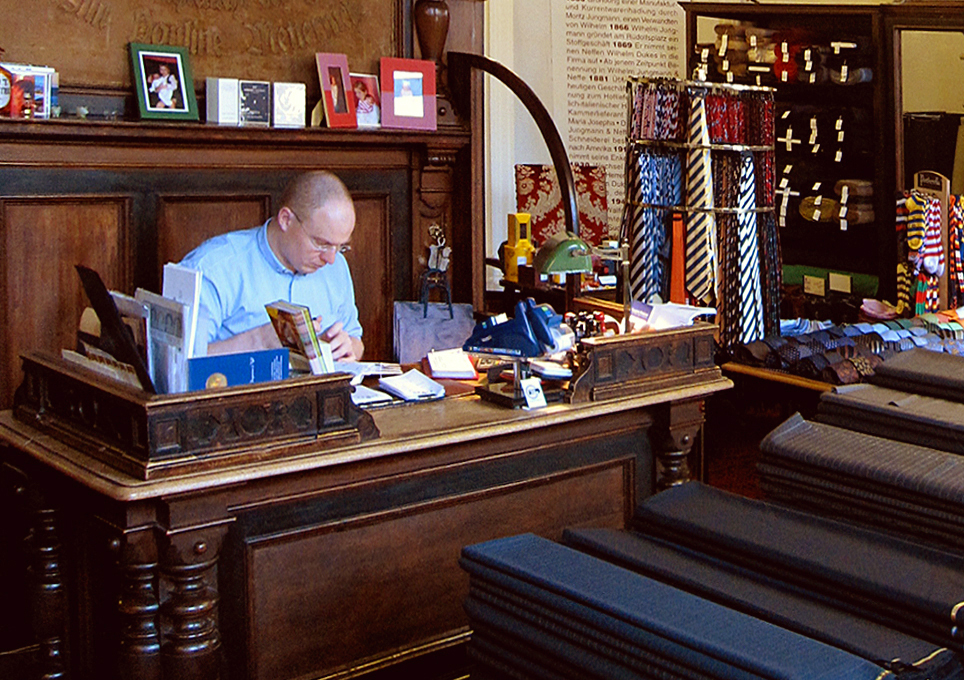
Georg Gaugusch 2009 im Wiener Traditionsgeschäft Wilhelm Jungmann & Neffe

Georg Gaugusch (* 1974 in Wien) ist ein österreichischer Chemiker, Chef des Wiener Traditionsgeschäfts Wilhelm Jungmann & Neffe sowie insbesondere Familienforscher und Spezialist für jüdische Genealogie.

## Leben
Zu den Vorfahren Gauguschs über die mütterliche Linie zählt sein Urgroßvater Walter Suchy, der 1942 die Stoffhandlung Wilhelm Jungmann & Neffe übernommen hatte. Über dessen Tochter und Enkelin kam das Geschäft an Georg Gaugusch.
Gaugusch studierte zunächst Technische Chemie an der TU Wien und erwarb sein Diplom 2003 mit einer Arbeit über die Glucuronsäure. Neben der Naturwissenschaft engagiert er sich seit 1992 in der Heraldisch-Genealogischen Gesellschaft „Adler“ in Wien.
2005/06 übernahmen er und seine Schwester in vierter Generation die familiengeführte Wiener Stoffhandlung Wilhelm Jungmann & Neffe im Haus des Hotel Sacher und mit prominenter Vergangenheit in der Österreichisch-Ungarischen Monarchie und in der Wiener Zwischenkriegszeit.
Angeregt durch die vielen Kundennamen in den alten Geschäftsbüchern, begann er mit der Erforschung dieser Personen und Familien. Nach 20-jähriger Recherche sind umfangreiche und detaillierte genealogische Studien vor allem zum jüdischen Wiener Großbürgertum entstanden. Die Arbeit erscheint in fünf Bänden im Amalthea Signum Verlag.
Gaugusch ist mit der Historikerin Marie-Theres Arnbom verheiratet.

## Publikationen (Auswahl)
- Wer einmal war. Das jüdische Großbürgertum Wiens 1800–1938. 5 Bände, Amalthea Signum Verlag, Wien:
  - Band 1: A–K. Wien 2011, ISBN 978-3-85002-750-2;
  - Band 2: L–R. Wien 2016, ISBN 978-3-85002-773-1;
  - Band 3: S–T. Wien 2023, ISBN 978-3-99050-061-3;
  - Band 4: U–Z. Wien 2025, ISBN 978-3-99050-267-9;
  - Band 5: Namensregister A–Z. Wien 2025, ISBN 978-3-99050-258-7.
- Ein Wiener Panoptikum – der familiäre Hintergrund Hedy Lamarrs. In: Andrea Winklbauer u. a. (Hrsg.): Lady Bluetooth. Hedy Lamarr. Jüdisches Museum Wien 2019, ISBN 978-3-901398-92-6, S. 128ff.
- Der Goldonkel für alle Welt. Kontaktanzeigen als Spiegel jüdischer Ehewelten. In: Danielle Spera u. a. (Hrsg.): Love me kosher. Liebe und Sexualität im Judentum. Amalthea Signum Verlag, Wien 2022, ISBN 978-3-99050-229-7, S. 82ff.
- Genealogie der Familie Stauffer. In: Marie-Theres Arnbom (Hrsg.): Josef Stauffer. Notizen aus meinem Leben, erlebte Leiden und Freuden. Lang, Frankfurt am Main / Bern 2008, ISBN 978-3-631-56531-5, S. 129ff.
- mit Sophie Lillie (Hrsg.): Portrait of Adele Bloch-Bauer. Neue Galerie New York, 2007, ISBN 1-931794-16-2.
- Untersuchungen zur mikrobiellen Gewinnung von Glucuronsäure. Dipl.-Arbeit, Technische Universität, Wien 2003.